# Pateobatis fai
Pateobatis fai is een vissensoort uit de familie van de pijlstaartroggen (Dasyatidae). De wetenschappelijke naam van de soort is voor het eerst geldig gepubliceerd in 1906 door Jordan & Seale.